# Höllgraben (Gurk)
Der Höllgraben ist ein linker Nebenfluss der Gurk in Kärnten, Österreich.

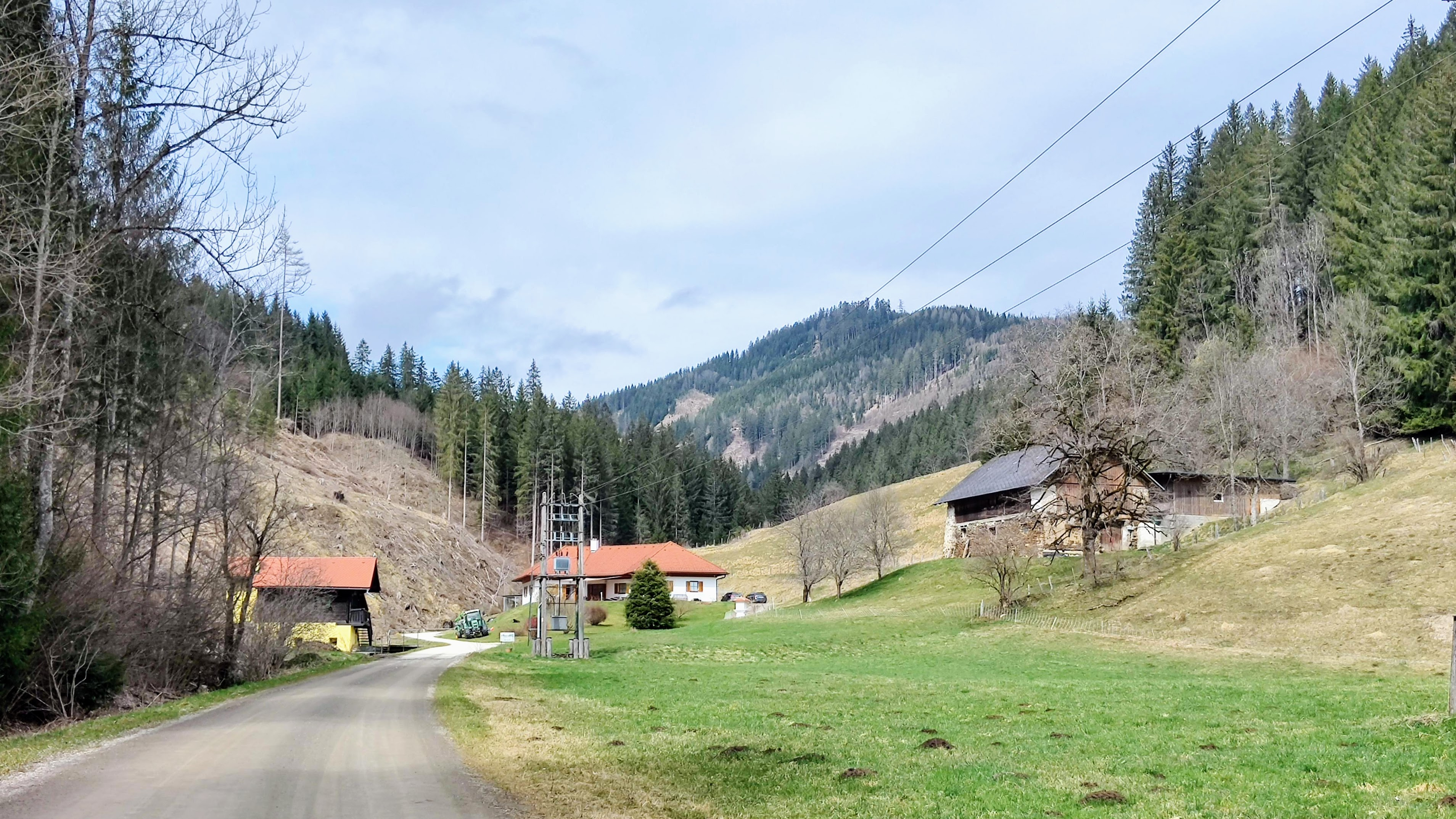
Mittellauf des Höllgrabens

## Verlauf
Der Höllgraben entspringt in den Gurktaler Alpen in der Kärntner Gemeinde Straßburg an den südwestlichen Hängen des Pirkerkogels, östlich der Filialkirche von Höllein. Der Bach nimmt bald von rechts den Seitengraben und von links den Sumpergraben und den Bach von der Eggerhöhe auf. Auf fast seinem gesamten Verlauf fließt der Höllgraben durch einen weitgehend unbewohnten, bewaldeten Graben; lediglich zwei Häuser der Ortschaft Dobersberg liegen am Mittellauf des Bachs. Beim Austritt des Grabens in den Talboden der Gurk fließt der Bach unmittelbar vor seiner Mündung durch Gundersdorf. Sein Einzugsgebiet beträgt 10,3 Quadratkilometer.

## Rollbahn
Im Höllgraben verlief eine Rollbahn, mit der Holz zum Sägewerk nach Gundersdorf transportiert wurde.